# Vicente Osorio Moscoso

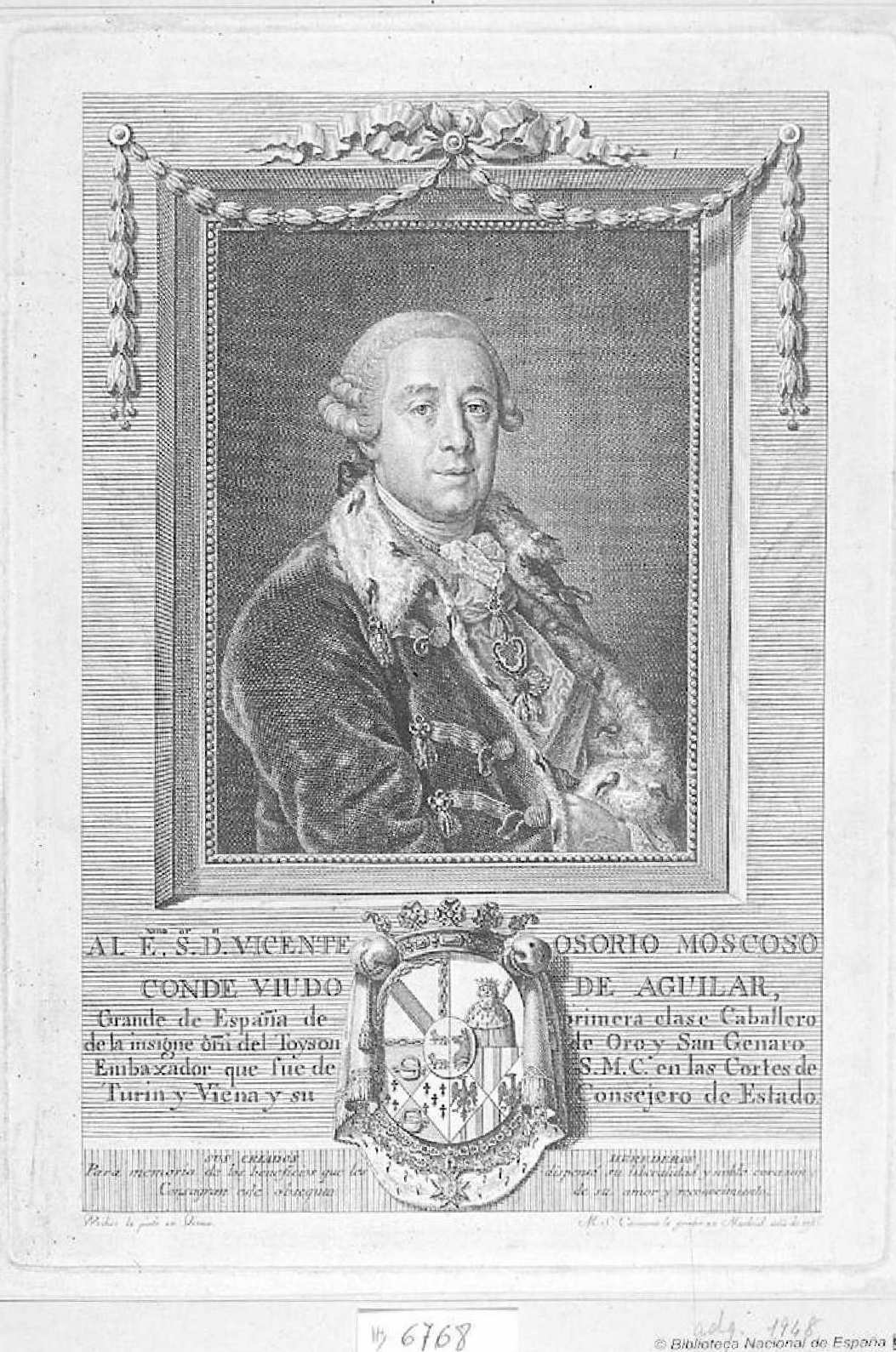
Vicente Osorio Moscoso, conde viudo de Aguilar, aguafuerte y buril firmado «Weiker le pintó en Viena; M. S. Carmona le grabó en Madrid año de 1786». Biblioteca Nacional de España.

Vicente Osorio Moscoso (1724-1786), conde viudo de Aguilar por su matrimonio con María Vicenta de Zúñiga, XIII condesa de Aguilar, caballero de las órdenes del Toisón de Oro, nombramiento que recibió en Viena en 1780, y de San Jenaro, fue embajador de España en las cortes de Turín (Cerdeña-Piamonte), de 1775 a 1779, y de Viena, a donde llegó en enero de 1779 y donde permaneció hasta el mismo año de su muerte, relevado por el marqués de Llano. Desde la corte vienesa mantuvo abundante correspondencia con Madrid, centrada particularmente en materias de reforma religiosa.